# Classe tracial
Em matemática, sobretudo na análise funcional, os operadores classe tracial são uma família de operadores compactos para os quais é possível definir um traço.

## Definição
Seja {\displaystyle H\,} um espaço de Hilbert separável e {\displaystyle \{e_{k}\}_{k=1}^{\infty }\,} uma família ortonormal densa em {\displaystyle H\,}.
Um operador {\displaystyle A:H\to H\,} é dito ser de classe tracial se a série converge:
{\displaystyle \sum _{k=1}^{\infty }\|Ae_{k}\|\,}
O traço de {\displaystyle A\,}, é então, definido como:
{\displaystyle {\hbox{tr}}(A)=\sum _{k=1}^{\infty }\langle Ae_{k},e_{k}\rangle \,}
Esta série é absolutamente convergente pois:
{\displaystyle \left|\langle Ae_{k},e_{k}\rangle \right|\leq \|Ae_{k}\|\cdot \|e_{k}\|=\|Ae_{k}\|\,}

## Propriedades
- Todo operador classe tracial é também um operador compacto.
- O traço independe da escolha da base.[1]